# The Libertine
The Libertine és una pel·lícula britànica del 2004 dirigida per Laurence Dunmore, protagonitzada per Johnny Depp, John Malkovich, Samantha Morton, Rosamund Pike, Tom Hollander, Johnny Vegas, Richard Coyle, Ruper Friend i Kelly Reilly en els papers principals. Basada en l'obra teatral del mateix nom de Stephen Jeffreys, també autor del guió, presenta un capítol en la vida de tres personatges històrics com John Wilmot, Carles II d'Anglaterra i Elizabeth Barry.
Va guanyar el premi British Independent Film a la millor actriu de repartiment (Rosamund Pike), i va estar nominada a set premis més.

## Sinopsi
A Londres, en plena època de la restauració anglesa, té lloc la història de John Wilmot, segon comte de Rochester, una de les personalitats més complexes de la història d'Anglaterra, un artista que va atènyer la popularitat en la seva època gràcies a la seva personalitat llibertina, el seu talent i el seu estil de vida lasciu i rebel. La gosadia dels seus escrits va atraure l'atenció de les altes esferes de la seva època i es convertí àdhuc en confident del rei Carles II, molt permissiu amb el comte. Tanmateix, quan el comte s'enamora d'Elizabeth Barry, una actriu plena de talent i ambició, les coses canviaran. Wilmot creuarà els límits del que està permès, i el seu destí es precipitarà sobre ell sense que trobi forma d'impedir-lo.

## Argument
El rei Carles II d'Anglaterra (John Malkovich) ordena cridar al comte de Rochester (Johnny Depp) de tornada a Londres, després d'haver-lo desterrat. El duc torna acompanyat dels seus amics George Etherege (Tom Hollander) i Charles Sackville (Johnny Vegas). En el camí es creuen amb un lladre anomenat Alcock (Richard Coyle), a qui el comte decideix contractar com a ajuda de cambra. Ja a Londres, un dels primers actes socials al qual assisteix el comte és al d'una peça teatral en què actua Elizabeth Barry (Samantha Morton), que és rebutjada pel públic i abandona l'escenari, cosa que causa el seu acomiadament de la companyia. El comte, no obstant això, queda impressionat per l'actriu i aposta amb el seu amic Etherege que ell pot fer d'ella una actriu de renom en el termini d'un any. L'ofici d'actriu era considerat igual al de prostituta en aquella època, cosa que fa que Elizabeth Barry accepti i es converteixi en la pupil·la del comte. Poc després esdevenen amants.
El rei Carles II crida davant de la seva presència al comte de Rochester i li demana que escrigui una peça de qualitat que tracti sobre ell mateix, per a donar suport al seu llegat com a rei.
Així com li havia promès, i després d'un intens treball de preparació, el comte aconsegueix que Elizabeth realitzi una brillant representació en la seva propera obra. Etherege perd l'aposta i paga el seu deute. El rei crida a Elizabeth i li paga perquè espiï el treball del comte i l'informi dels seus progressos.
Un nou membre apareix en el grup d'amics del comte, Billy Downs (Rupert Friend) i es transforma en un amic proper a ell.
La situació econòmica del regne era difícil i el rei busca ajut al Regne de França. Un ambaixador francès és enviat perquè tracti l'assumpte i Carles II, per afalagar i impressionar l'ambaixador, li demana al comte de Rochester que escrigui una peça extravagant en honor seu. El duc escriu una peça anomenada Sàtira sobre Carles II, amb un intens contingut sexual que inclou actors nus, escenografia fàl·lica i la distribució entre el públic, entre el qual es trobava el rei i l'ambaixador, de consoladors. Per a acabar l'efecte, el comte assumeix el paper del rei, a qui critica mordaçment. Sentint-se ultratjat, el rei abandona el teatre i el comte fuig per amagar-se de la seva fúria, continuant, tanmateix, amb la seva vida llibertina. Un dels seus excessos amb l'alcohol causa la mort del seu amic Billy Downs. El comte aconsegueix evadir la persecució del rei per sis mesos, però emmalalteix de sífilis i decideix refugiar-se en el camp, i adopta el nom de Doctor Bendo, acompanyat d'Alcock, i una amant i confident anomenada Jane (Kelly Reilly). La sífilis comença a destruir-lo físicament i comença a emprar una màscara per a ocultar el rostre desfigurat.
Els enviats del rei, finalment, el troben i el porten de tornada a Londres davant de la presència de Carles II. El sobirà, en lloc d'ordenar la seva execució, decideix que un càstig pitjor per al comte és ignorar-lo, esborrant així la seva personalitat per sempre. El comte torna a la seva llar, al costat de la seva esposa Elizabeth Malet (Rosamund Pike) i de la seva mare, que aconsegueix convèncer-lo de renunciar el seu ateisme i fer-se cristià.
La situació política s'ha tornat difícil per a Carles II a causa del suport al catolicisme a Anglaterra, i el Parlament busca el seu renunciament a la corona. El rei no té hereters, i el seu germà Jaume II, duc de York, catòlic, és l'única possibilitat en la continuïtat dinàstica. El Parlament rebutja aquesta possibilitat i presenta una proposició anomenada crisi de l'exclusió, per evitar aquesta possibilitat. Es realitza una votació en què el rei perd per quinze vots. El comte de Rochester realitza una dramàtica entrada en escena al Parlament, ja en un estat avançat de la seva sífilis, amb la seva cara coberta de maquillatge i un nas fet de plata, recolzat en dos bastons amb els quals es desplaça dificultosament. Comença llavors el seu eloqüent discurs d'acusació a la crisi de l'exclusió per després enretirar-se'n. Es realitza una nova votació i el rei guanya ara per quaranta vots. El rei arriba fins a ell per dir-li que finalment el comte havia escrit el que ell l'havia demanat, un document que donés suport al seu llegat com a rei, al qual el comte li contesta desdenyós que el seu discurs l'havia escrit sense pensar en ell. El comte continua el seu camí per trobar-se novament amb Elizabeth Barry, que li revela que existeix una filla, fruit de la relació entre ambdós, per rebutjar-lo després. El comte torna a la seva llar per morir-hi, acompanyat de la seva esposa, la seva mare i Alcock.